# فتاة الوطواط (فلم)
فتاة الوطواط (بالإنجليزية: Batgirl) هو فيلم بطل خارق أمريكي قادم مبني على شخصية باربرا غوردون/فتاة الوطواط من دي سي كومكس، الفيلم من بطولة ليزلي غريس، جي كي سيمونز، برندان فريزر ومايكل كيتون.من المقرر عرض الفيلم على إتش بي أو ماكس في 2022.

## روابط خارجية
مقالات تستعمل روابط فنية بلا صلة مع ويكي بيانات